# Lost!
"Lost!" é uma canção da banda inglesa Coldplay. A banda co-produziu a música junto com Brian Eno e Markus Dravs para seu quarto álbum Viva la Vida or Death and All His Friends. Existem várias versões oficiais da canção, incluindo a versão do vocalista Chris Martin, gravada somente com o acompanhamento de um piano, e uma outra versão que conta com os vocais do rapper americano Jay-Z.
A canção foi lançada em 10 de novembro de 2008 como o terceiro single do álbum e no geral recebeu várias críticas positivas. Uma versão ao vivo e acústica foi lançada através do iTunes depois da performance da banda com Jay-Z no Grammy Awards de 2009 estimulando as vendas digitais do single e dando a "Lost!" a posição de número 40 nos Estados Unidos. No Reino Unido, chegou à posição de número 54 antes de ter sido lançada fisicamente no país.
O vídeo da música, mostra as características individuais da banda em uma performance ao vivo em Chicago nos Estados Unidos. O Coldplay também realizou um concurso através de seu site para que os fãs produzissem um vídeo para a versão acústica da música.
A cantora canadense Lights fez um cover da canção.

## Escrita e composição
"Lost!" havia sido desenvolvida muito antes do Coldplay começar as gravações das faixas do quarto álbum de estúdio, Viva la Vida or Death and All His Friends, mas não estava totalmente concluída. A música foi uma fusão da canção original com um ritmo criado pelo baterista Will Champion que disse: "Eu estava começando a usar um programa específico de percussão programada. Eu estava brincando com isso e construí esse ritmo … Em seguida, Chris ouviu e cantou "Lost!" por cima dele."
"Lost!" foi uma das primeiras canções que a banda compôs para o álbum. Coldplay revelou que "Sing", uma canção da banda inglesa Blur, lançada em 1991, foi fonte de inspiração e o ponto de partida para "Lost!". Durante a turnê do álbum X&Y em Detroit, Michigan, a banda estava ouvindo "Sing" em seu camarim. Assim que subiu ao palco para uma passagem de som, eles pensaram em escrever uma canção baseada nela. Segundo o guitarrista Jon Buckland , "Gravamos um pouco da música em uma igreja, em um estúdio. Em uma sala enorme com um piano e um órgão tocando ao mesmo tempo." Em uma entrevista para o The Sun, Martin disse, "Nesta parte da canção, 'Just because I’m losing doesn’t mean I’m lost' foi de onde todo o álbum partiu, porque estávamos nos sentindo mal no final da última turnê". O verso foi finalizado e serviu como um 'OK', para o que nós sentiamos. Sabíamos que poderíamos melhorar." A faixa seguiu evoluindo, e ganhando diferentes versões.
A canção apresenta um órgão ostinato e um círculo tribal drum-groove, além de se ouvirem algumas palmas. Perto do final da faixa, ouve-se um solo de guitarra "no estilo de Edge", guitarrista do U2. O Coldplay usou instrumentos exóticos para a maioria das faixas do álbum, incluindo "Lost!", que foi o resultado de um objetivo em querer apresentar suas músicas de forma diferente, algumas coisas "que nunca foram ouvidas" nos lançamentos anteriores. Em uma revisão de Alex Denney do jornal britânico The Guardian, ele descreveu a música "Lost!' como "tabla acompanhada de gospel-hop". Kitty Empire também do The Guardian escreveu em uma revisão que "Lost!", "têm um grande órgão musical, usando instrumentos humanos como palmas e batidas de pés", é a mais óbvia homenagem à banda de indie rock canadense Arcade Fire, entre outras faixas do álbum.
De acordo com Chris Willman da revista Entertainment Weekly, a letra de "Lost!" têm "um lamento sobre um espiritual bereftness". Will Hermes da revista Rolling Stone referiu-se a ela como "provavelmente o momento pop mais sublime do álbum, uma canção sobre manter-se firme contra todas as probabilidades que tem a mesma pegada empolgante de "I Still Haven't Found What I'm Looking For"", uma canção da banda irlandêsa U2 do álbum de 1987 The Joshua Tree. O refrão da música é notado por Ian Youngs da BBC: "um coro típico de Chris Martin, que mistura insegurança com determinação".

## Versões da canção
As canções seguintes, são variações de "Lost!":
- "Lost?" é uma gravação separada da canção apenas com o vocalista Chris Martin e um piano. Ela foi inicialmente gravada como um B-Side do CD Single promocional "Violet Hill", mais tarde como uma faixa bônus da versão Japonesa e da versão do iTunes Store do álbum Viva la Vida or Death and All His Friends e finalmente, incluída no EP digital "Lost!".
- "Lost+" apresenta uma participação do rap Jay-Z, com quem a banda retrabalhou na faixa em Nova York.[13] A versão da canção foi estreada na BBC Radio 1 em 16 de outubro de 2008.[14][15] "Lost+" foi lançada como faixa principal do EP digital "Lost!" e também foi incluída no Prospekt's March EP.[13][15]
  - Coldplay performou a canção no Grammy Awards 2009. Eles abriram o show com uma versão de "Lost?" e Jay-Z se juntou ao vocalista Chris Martin no palco e cantou sobre o solo de piano. Esta versão foi definida como "Lost+" pelo site oficial e teve lançamento digital.
- "Lost-" é uma faixa instrumental, idêntica a "Lost!", porém sem vocais.
- "Lost@" é uma gravação da canção tocada ao vivo no United Center, em Chicago no dia 22 de julho de 2008. Esta versão também é usada no videoclipe do single.

## Lançamento
"Lost!" foi lançado como um CD single promocional em setembro de 2008. Em 10 de novembro de 2008, Coldplay lançou oficialmente um EP digital de "Lost!", confirmando a canção como o terceiro single.
"Lost!" entrou nas paradas musicais de alguns países durante a semana de lançamento do álbum, com uma grande venda digital, mesmo não tendo sido confirmada como um single oficial no momento. Alcançou colocação mais destacada no Reino Unido, onde alcançou a posição de número 54 na UK Singles Chart, e nos Estados Unidos, onde estreou na posição de número 94 na Billboard Hot 100. O single atingiu o pico de número 10 na Alternative Songs. Seu pico britânico fez com que o Coldplay entrasse para história, a canção atingiu o Top 40 do Reino Unido, mesmo não tendo sido lançado por lá na época.
Devido ao sucesso da banda no Grammy Awards de 2009, uma performance ao vivo do single com a participação de Jay-Z, fez com que a banda lançasse "Lost+" exclusivamente para o iTunes, estimulando suas altas vendas digitais. Como resultado, "Lost!" alcançou um novo pico na Billboard Hot 100, reentrando na posição de número 40.  Isso faz com que "Lost!" se torne o quinto single da banda a entrar no Top 40 na tabela, e sendo também o terceiro do Viva la Vida or Death and All His Friends.

### Recepção
A canção foi bem recebida pela crítica. Will Hermes da revista Rolling Stone apontou "Lost!" como "provavelmente" o "momento pop mais sublime do álbum". Chris Jones, da BBC, escreveu "…'Lost!' parece ostentar bongos em sua mistura, ainda há a voz entrecortada com sua vaga sensação de arrependimento, os elevados sons de piano têm um som menor e com incursões grandes, bombeamento de rock e também um otimismo estridente que as pessoas estão acostumadas a ver." Ryan Dombal da Pitchfork Media tinha a mesma opinião: "Graças a borbulhar um pouco com percussões exóticas .... 'Lost!' é uma quebra sedutora e um clássico ao vivo que será lembrado nos próximos anos." Um artigo publicado no The Guardian escreveu sobre "Lost!": "Sua música é um balão vazio, ou, dito de outra maneira, um preservativo usado vazio. Ele tem, penso eu, um mesclado visual, áudio e texto em formato de geléia. Nenhuma parte da música trabalha sozinha."

## Videoclipe

Screenshot do vídeo mostrando Chris Martin.

O videoclipe de "Lost!" foi lançado oficialmente pelo site oficial da banda no dia 26 de setembro de 2008. Ele mostra uma performance ao vivo da banda no United Center em Chicago, Illinois. O vídeo foi filmado e dirigido por Mat Whitecross. De acordo com Luke Lewis da NME, o vídeo é uma homenagem à turnê de documentário do U2, Rattle and Hum. Uma versão alternativa foi liberada para "Lost+". Este vídeo é o mesmo do original, mas com alguns ângulos de câmera um pouco alterados, também mostrando uma tela no palco, que apresenta Jay-Z, cujo desempenho foi adicionado digitalmente.
Coldplay lançou um concurso em outubro de 2008, em que os fãs poderiam mandar vídeos caseiros para a música "Lost?", versão acústica. Aberto a todos os fãs do mundo, com a competição encerrada em 1 de dezembro de 2008. Todos os membros da banda escolheram os finalistas que tiveram seus trabalhos julgados em 5 de dezembro. O vencedor foi premiado com um par de ingressos "ultra-VIP" para o show da banda na Arena O2 em Londres em dezembro de 2008, incluindo visita aos bastidores. O vídeo vencedor foi anunciado em 8 de dezembro de 2008, e o vencedor foi Paul O'Brien, por uma "Maravilhosa Mistura de Emoção e Computação Gráfica". O vídeo de O'Brien e o vídeo vice campeão, feito por Martin Buzora, foram destaques no site oficial da banda.

## Faixas
| Download Digital (EP) |                                             |         |  |
| N.º                   | Título                                      | Duração |  |
| 1.                    | "Lost!"                                     | 3:55    |  |
| 2.                    | "Lost?"                                     | 3:42    |  |
| 3.                    | "Lost@" (ao vivo no United Center, Chicago) | 3:55    |  |
| 4.                    | "Lost+" (part. Jay-Z)                       | 4:16    |  |

| CD Promocional parte I |                               |         |  |
| N.º                    | Título                        | Duração |  |
| 1.                     | "Lost!" (versão do álbum)     | 3:55    |  |
| 2.                     | "Lost?" (versão acústica)     | 3:42    |  |
| 3.                     | "Lost-" (versão instrumental) | 3:55    |  |

| CD Promocional parte II |                                             |         |  |
| N.º                     | Título                                      | Duração |  |
| 1.                      | "Lost+" (com Jay-Z)                         | 4:18    |  |
| 2.                      | "Lost@" (ao vivo no United Center, Chicago) | 3:42    |  |

## Desempenho nas paradas musicais
| País/Parada (2008)                         | Melhor posição |
| ------------------------------------------ | -------------- |
| Áustria (Ö3 Austria Top 40)                | 65             |
| Bélgica (Ultratop 50 Flandres)             | 34             |
| Bélgica (Ultratop 40 Valónia)              | 16             |
| Canadá (Canadian Hot 100)                  | 55             |
| Estados Unidos (Billboard Hot 100)         | 87             |
| Holanda (Dutch Top 40)                     | 15             |
| Noruega (VG-lista)                         | 8              |
| Polônia (ZPAV)                             | 11             |
| Reino Unido (The Official Charts Company)  | 54             |
| Suécia (Sverigetopplistan)                 | 21             |
| Suíça (Schweizer Hitparade)                | 53             |
| País/Parada (2009)                         | Melhor posição |
| Estados Unidos (Billboard Hot 100) - Lost+ | 40             |